# Ornebius samudra
Ornebius samudra är en insektsart som beskrevs av Sigfrid Ingrisch 2006. Ornebius samudra ingår i släktet Ornebius och familjen Mogoplistidae. Inga underarter finns listade i Catalogue of Life.